# Otto von Graben zum Stein

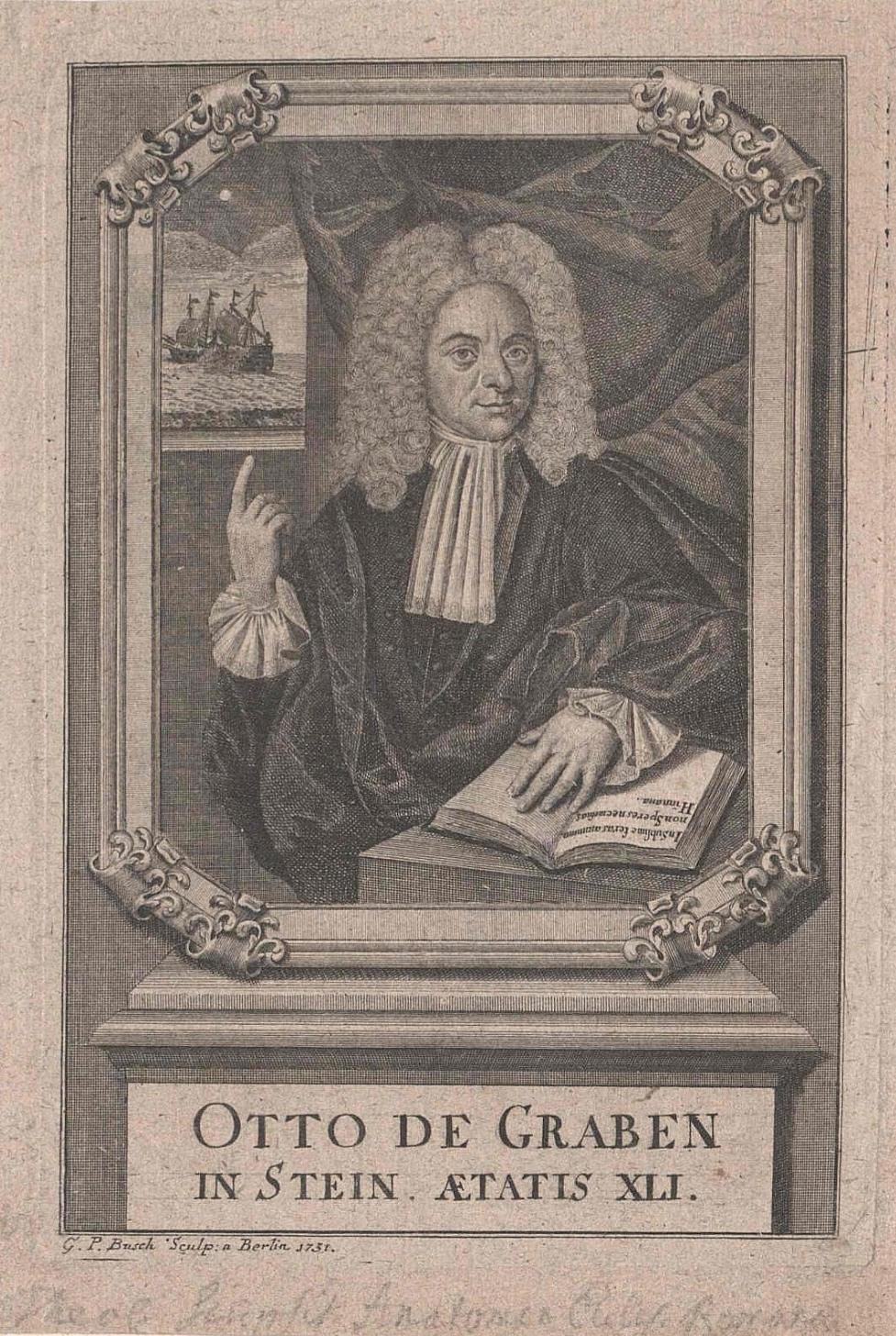
Otto von Graben zum Stein

Otto von Graben zum Stein, auch bekannt als „Graf zum Stein“, (* um 1690 in Innsbruck; † um 1756 in Potsdam) war ein österreichisch-deutscher Schriftsteller und Sagensammler des 18. Jahrhunderts. Er bekleidete am preußischen Hof höchste Ämter wie Zeremonienmeister und Kammerherr und war von 1732 bis 1740 Vizepräsident der Preußischen Akademie der Wissenschaften.
Von Graben zum Stein wurde von König Friedrich Wilhelm I. von Preußen trotz seiner hohen Ämter oftmals als Hofnarr angesehen.
Seine Erzählung von Zauberei bei Kugel-Giessen war nicht Vorlage zum Libretto der Oper Der Freischütz. Sie enthält nicht einmal den Begriff Freikugel. Friedrich Kind oder Carl Maria von Weber erwähnen nirgends diese Erzählung, sondern rechnen wie ihre Zeitgenossen den Stoff zu den Volkssagen.

## Leben

### Herkunft und Familie

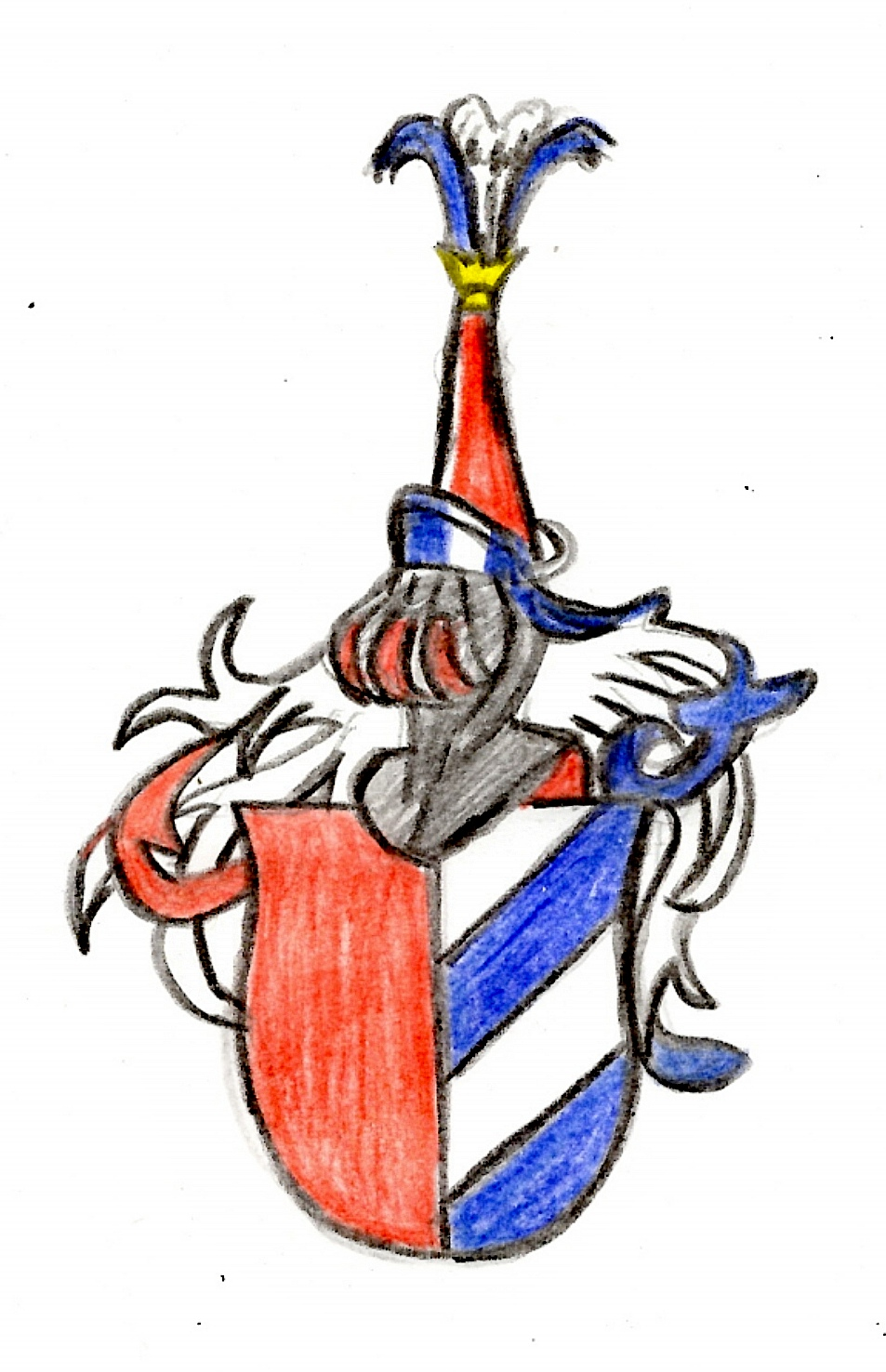
Wappen der Von Graben (zum Stein) aus deren Kärntner Linie sowie Zweiten Tiroler Linie (16. bis 18. Jahrhundert)

Otto von Graben zum Stein war ein Mitglied der Herren von Graben aus deren „Zweiten Tiroler Linie“. Er war über Bartholomäus (Barthlmä) von Graben – einem jüngeren Bruder des Lukas von Graben zum Stein († 1550) – ein direkter Nachkomme des Virgil von Graben († 1507), dem ehemals bedeutendsten Edelmann und Staatsmann der Grafschaft Görz, der dieses Fürstentum 1500 den Habsburgern zubrachte. Die Ahnen der Tiroler Von Graben hatten ihre Güter und Besitztümer in und um Lienz der Linie der Von Graben zum Stein verkauft und sind als Beamte und Militärs in habsburgische Dienste getreten.
Otto von Graben zum Stein wurde wahrscheinlich als eines der 12 Kinder des Otto Heinrich von Graben (zum Stein) (* 1643) geboren, der zwei Mal verehelicht war, zuerst mit Anna Maria Avogadro aus dem italienischen Geschlecht Azzoni Avogadro, und danach mit Maria Theresia Mayr. Otto Heinrich selbst war der älteste Sohn von Hans Karl von Graben, Milizhauptmann der Tiroler Landstände in Innsbruck und der Helene von Mörl von Pfalzen zu Mühlen. Otto Heinrich fungierte ab 1677 als Hofkammersekretär zu Innsbruck sowie als Sekretär der oberösterreichischen Hofkammer. Die Familie hatte eine Militär- und Beamtentradition. Otto Heinrichs Onkel Hans Christof von Graben ist in Ungarn als kaiserlicher Fähnrich umgekommen und sein anderer Onkel Johan Andre von Graben († um 1668) stand in Spanien als Obristwachtmeister in Kämpfen vor Barcelona. Die Tiroler Linie der Von Graben und somit die gesamte Familie ist 1776 (andere Quellen sprechen von 1780 oder 1781) durch den Tod von Felix Jakob von Graben, einem Cousin von Otto von Graben zum Stein, ausgestorben.

### Werdegang
Otto von Graben zum Stein trat als junger Mann dem Serviten Orden Ordo Servorum Mariae bei und war als Mönch Feldprediger in Sizilien. Wegen einer kirchenkritischen Schrift und seiner Verteidigung der Rechte des Kaisers gegenüber dem Papst  musste er 1728 fliehen.
Dies könnte aber auch nur vorgetäuscht gewesen sein, denn er floh über Wien nach Preußen. Dort nahm er die lutherische Konfession an und gelangte in die unmittelbare Umgebung des preußischen Königs. Gerüchten zufolge war er dort als Spion für Österreich tätig.
Vom 19. Januar 1732 bis zum 30. Juni 1740 war er Vizepräsident der Preußischen Akademie der Wissenschaften. Im Jahre 1734 wurde er Zeremonienmeister am Hofe des preußischen Königs Friedrich Wilhelm. Des Weiteren versah er auch das Amt als dessen Kammerherr. Friedrich Wilhelm, in seiner Verachtung aller Universitätsgelehrtheit, bevorzugte ihn als Gesellschafter. Umgedreht betrachteten die verachteten Gelehrten und Künstler Otto von Graben zum Stein als Hofnarren.

#### Wissenschaftliche Tätigkeit und Publikationsverbot
Er war Übersetzer, zum Beispiel des „Spanischen Kriegsreglements“, Zeitungsherausgeber (Potsdammischer Mercurius) und Lehrer für Italienisch. Dabei  benutzte er auch die Pseudonyme Bellamintes, Critille, Andrenius oder Pneumatophilus.
1731 wurde vom preußischen Hof gegen Otto von Graben zum Stein ein Publikationsverbot ausgesprochen.
Auslöser waren die Monathlichen Unterredungen von dem Reiche der Geister zwischen Andrenio und Pneumatophilo über Geistererscheinungen, die in zwei Bänden erschienen waren und ihm den Vorwurf von „Aberglauben und Schwärmerey“ einbrachten. Nach Aufhebung des Publikationsverbotes zehn Jahre später schloss er die beiden Bände mit einem dritten Band ab.
Nach dem Tod Friedrich Wilhelms wurde Von Graben zum Stein die finanzielle Unterstützung durch den Hof entzogen. Der neue König Friedrich der Große verbot, dass man weiterhin „Gelder an die Narren“ zahle.

## Werke
- Schematismus Anatomiæ hodiernæ Romanæ Ecclesiæ dogmatice, canonice, et historice veritatis et salutis suæ amatoribus demonstratus. Köln 1731. (Digitalisat)
- Merckwürdige und recht seltsame Begebenheiten Des Auf wundersamen Wegen gereiseten Pilgrims, Oder: Richtige Beschreibung desjenigen, was ein durch gantz Italien gereiseter Pilgrim, während seinen zwölff-jährigen Reisen, so wohl in dem gantzen Römischen Heiligthum, als auch der wunderwürckenden Natur und natürlichen Kunst, sehenswürdiges angetroffen. Braun, Leipzig/Frankfurt 1728–1729. (Digitalisat Erster Monath), (Andrer Monath), (Dritter Monath), (Vierter Monath), (Fünfter Monath), (Sechster Monath), (Siebender Monath)
- Nachricht von der königlichen Residenz-Stadt Potsdamm. Henning, Berlin 1754. (Digitalisat)
- Das jetzt blühende Potsdam mit poetischer Feder entworfen
- Italiänisch-Teutsches und Teutsch-Italiänisches Hand-Lexicon
- Allgemeine Schutz-Schrifft Des Ehrsamen Weiber-Handwerckes, Welches Aus der Zunfft der Römischen Geistlichkeit, Wider Göttliche Verordnung, Menschlicher Weise ausgestossen worden. Köln 1730. (Digitalisat)
- Das betrübte Dressden
- Monathliche Unterredungen von dem Reiche der Geister zwischen Andrenio und Pneumatophilo
- Otto, Grafens zum Stein unverlohrnes Licht und Recht derer Todten unter den Lebendigen